# Song Thu
Song Thu tên thật là Phạm Xuân Chi hay Phạm Thị Xuân Chi (1900?-1970), tự Hữu Lan; là một nhà hoạt động chính trị, và là một nhà thơ Việt Nam thời tiền chiến.

## Tiểu sử
Phạm Xuân Chi là người làng Đông Bàn, phủ Điện Bàn (nay thuộc xã Điện Trung, huyện Điện Bàn), tỉnh Quảng Nam.
Cha của bà là Phạm Phú Lâm , là con thứ bảy của danh thần triều Nguyễn Phạm Phú Thứ. Mẹ của bà là Nguyễn Thị Cẩm, cũng là một người có học.
Bà Xuân Chi học chữ Hán từ lúc nhỏ, sau theo học chương trình Pháp-Việt tại trường Nữ học Huế. Năm 14 tuổi, bà thi rớt bằng tiểu học Pháp-Việt, lại tiếp tục học chữ Hán dưới sự dìu dắt của hai nhà nho yêu nước là Lê Bá Trinh và Trương Hữu.
Năm 18 tuổi, bà ra Hà Nội thuê gác ở Hàng Bông. Nơi đây bà giao thiệp với các nhóm cách mạng Quảng Nam. Một thời gian sau bà trở về tỉnh nhà, lấy chồng là Nguyễn Viết Liên, người Huế, đang làm Tri phủ. Khi chồng được bổ nhiệm vào Vĩnh Long, bà đi theo. Sau, bà lên Sài Gòn ở nhà của Trương Cao Động (cũng là một nhà cách mạng) đi dạy học, rồi làm thư ký tiệm cầm đồ, làm kế toán hãng xe hơi, viết báo và hoạt động chính trị. Bà thường xuyên cộng tác với Đông Pháp thời báo, báo Nam nữ giới chung.
Biết bà thông thạo chữ Hán lại có thành tích chống thực dân Pháp, năm 1942, Bộ Tổng tham mưu Nhật ở Sài Gòn do Tùng Tĩnh chỉ huy, mời bà cộng tác. Lúc đầu, bà e ngại nhưng rồi ưng thuận vì tin Nhật sẽ giúp Việt Nam giành lại độc lập, và vì để có cơ hội giúp những đồng chí bị Pháp giam giữ (về sau bà cứu được cả trăm người) . Từ đó, bà đã trở thành "một tay kiện tướng" trong giới chính trị ở miền Nam Việt Nam. Năm 1945, bà đóng vai trò "tối quan trọng" trong vụ Nhật đảo chính Pháp ở Sài Gòn.
Năm 1946, chồng bà bị giết chết khi về thăm lúa ở Rạch Giá, bà đem hai cô con gái lên Sài Gòn ở luôn .
Dưới thời Tổng thổng Ngô Đình Diệm, bà bị bắt giam một vài lần. Sau khi được trả tự do, bà đến Phú Nhuận ở với cô con gái lớn đã có chồng là nữ sĩ Phương Đài (tên thật là Nguyễn Thị Thu Hường), và không hoạt động chính trị nữa.
Nữ sĩ Song Thu mất ngày 10 tháng 3 năm 1970 tại nhà riêng trên đường Nguyễn Huệ (trước thuộc Gia Định, nay thuộc Thành phố Hồ Chí Minh), hưởng thọ khoảng 70 tuổi.
Bà là người học cao, hiểu rộng (nhất là về văn hóa Trung Quốc), và có tài làm thơ. Sinh thời, bà từng giao thiệp (bằng bút đàm)  với các nhà trí thức và ngoại giao Nhật, Trung Quốc, Triều Tiên; và từng có mối quan hệ với các nhà chính trị và tôn giáo như Huỳnh Phú Sổ, Phạm Công Tắc, Trần Văn Ân, Nguyễn Văn Sâm....

## Tác phẩm
Thơ của nữ sĩ Song Thu có hơn trăm bài (chữ Hán và chữ Việt), nhưng chưa xuất bản. Theo thi sĩ Nguyễn Vỹ, thì thơ của bà rất thanh thoát, lả lướt, thi tứ dồi dào như thơ của Ưng Bình Thúc Giạ Thị. Ở "Quỳnh Dao thi xã" mà bà tham gia, các thành viên coi bà như là một thi bá . Sau đây giới thiệu hai bài:
| Tự Trào Ta nghĩ khen ta cũng có tài, Hai bàn tay trắng kém gì ai! Gặp cơn nguy biến không hề sợ, Phải bước phong ba chẳng chút nài. Tiền của tiêu pha vừa bữa một, Cháo cơm lếu láo đủ ngày hai. Phong trần dù đến bao nhiêu nữa, Son sắt lòng này há dễ phai! | Lìa cảnh cũ Một bước ra đi, một bước ngừng, Đoái nhìn chốn cũ lệ rưng rưng. Nghiêng bầu tâm sự, nghiêng khôn cạn, Gạt giọt ly sầu, gạt khó lưng. Non nước thương ai màu ủ dột, Cỏ hoa mến khách vẻ bâng khuâng. Cho hay cảnh cũng trêu người nhi? Gánh nọ trần ai nặng quá chừng! |